# Sede titolare di Tarona
Tarona (in latino: Tharonensis) è una sede titolare arcivescovile soppressa della Chiesa cattolica.

## Cronotassi degli arcivescovi titolari
- Ignatius Papasian † (11 maggio 1838 - 22 maggio 1852 deceduto)
- Paolo Brunoni † (12 luglio 1853 - 25 giugno 1868 nominato patriarca di Antiochia)
- Marie-Jean-François Allard, O.M.I. † (23 giugno 1874 - 26 settembre 1889 deceduto)
- Giovanni Festa † (2 febbraio 1918 - 20 gennaio 1923 nominato arcivescovo titolare di Nicea)
- George Gauthier † (5 aprile 1923 - 20 settembre 1939 succeduto arcivescovo di Montréal)